# Schladen-Werla
Schladen-Werla – gmina samodzielna (niem. Einheitsgemeinde) w Niemczech, w kraju związkowym Dolna Saksonia, w powiecie Wolfenbüttel. Powstała 1 listopada 2013 z połączenia miasta Hornburg oraz trzech gmin: Gielde, Schladen oraz Werlaburgdorf, które wchodziły w skład gminy zbiorowej Schladen. Gminy te oraz miasto stały się automatycznie dzielnicami nowo powstałej gminy samodzielnej.